# 金光山
金光山（きんこうざん）は、徳島県鳴門市に位置する山である。標高151.7m。

## 地理
鳴門市の東部に位置。同市撫養町黒崎の西部に位置し、山裾には塩釜神社、県無形民俗文化財お御供で知られる宇佐八幡神社、ボタン園の有名な斎田寺、徳島県鳴門病院などがあり、山上には千寿院がある。
また、鳴門病院北側から頂上へ登り、宇佐八幡神社までの金光山ハイキングコースがあり、コースに沿って、嘉永3年に新四国霊場として創設された88の石堂が建っている。塩釜神社のある丘陵の突端に古墳があり、地元の人が「しゅれんさん」と称して祀る小祠がある。